# Vicina (oraș)
Vicina (cunoscută și sub alte nume precum Bitzina – forma grecizată, Disina, Fenikah – în arabă) a fost un oraș – port dunărean cu perioada maximă de dezvoltare situată în a doua jumătate a secolului al XIII-lea și în primele 2-3 decenii ale secolului al XIV-lea (epocă în care teritoriul acestuia a fost controlat de Imperiul Bizantin), în acele vremuri fiind cel mai important centru comercial situat în arealul Dunării de jos.
Asupra localizării sale nu există un consens unanim, dar aproape toți cercetătorii îl plasează în Dobrogea de Nord. Cele mai probabile localizări sunt reprezentate de aceea de la Păcuiul lui Soare și de aceea din zona Isaccea, Inițial a fost o cetate bizantină mai veche, care a fost transformată arhitectural de genovezi în secolele XIII-XIV, în epoca controlului politic și economic al acestora asupra litoralului Mării Negre și al gurilor Dunării. Perioada sa de înflorire a început într-o epocă în care centrul de greutate al activității economice a Dobrogei s-a mutat spre nord. Administrația a fost genoveză. În economia sa negoțul maritim a fost un factor determinant. Orașul a deservit atât teritoriile Moldovei și Munteniei înainte de întemeierea statelor românești, cât și Cnezatul Haliciului sau Imperiul Mongol. Într-o fază târzie, portul a deservit însă și nevoi ale negustorilor sași din Transilvania.
Decăderea sa a survenit într-un context în care ca urmare a avansului religiei islamice produs spre 1340, s-a declanșat o ofensiva mongolă împotriva coloniilor occidentale din întreg spațiul pontic, context asociat atât cu refluxul autorității bizantine ca urmare a unui conflict cu genovezii, cât și cu refluxul ulterior al autorității mongole stabilizatoare sub presiunea unei contraofensive creștine. Ca efect al tulburărilor politice și al conflictelor militare precum și al noului status quo instalat, s-a produs regresul comerțului din Marea Neagră și reorientarea rutelor comerciale, reorientare în urma căreia Vicina – treptat părăsită de către populația creștină și aflată într-o poziție lăturalnică, nu a mai servit drept principală piață de desfacere.
Într-un areal în care Dobrogea, cu o viață ecleziastică cu o ierarhie locală cristalizată și aflată în contact cu Imperiul Bizantin, surclasa material și spiritual restul celorlalte regiuni românești, în perioada secolelor XII-XIV Vicina a fost unul dintre centrele bisericești mai însemnate din arealul Dunării inferioare și una dintre metropolele sediu de debut al contrapropagandei ortodoxe. Într-un moment în care Biserica Catolică era în ofensivă pe mai multe fronturi misionare, atât în zona Carpaților sau sud-vestul Rusiei cât și la Dunărea de Jos și în Peninsula Balcanică, într-un teritoriu tot mai frecventat de negustorii și prelații catolici Vicina a devenit astfel în secolul al XIII-lea reședința unei mitropolii ortodoxe cu ierarhi greci dependentă de Patriarhia de la Constantinopol, mitropolie care a dăinuit până în preajma anului 1359. Iachint de Vicina, primul mitropolit al Ungro-Vlahiei, a fost și ultimul mitropolit de Vicina.
Deși centru de răspândire al ortodoxiei prin excelență, s-a consemnat aici însă și prezența unor clerici și călugări catolici precum și a unei reședințe franciscane, instrumente prin care Biserica Catolică și-a disputat cu Biserica Ortodoxă activitatea de prozelitism și cea misionară în zonă.

## Localizare

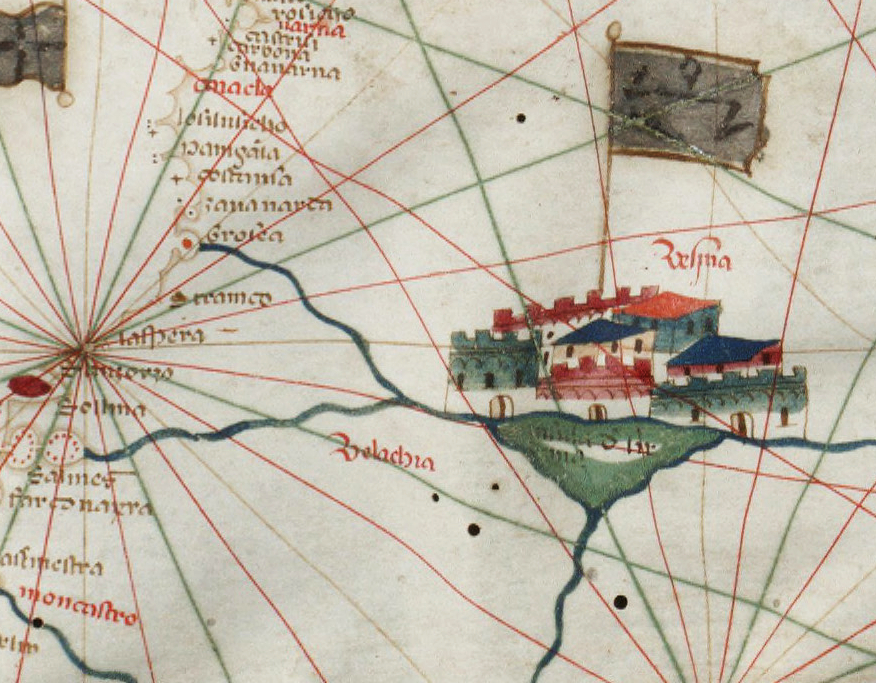
Vicina astfel cum a fost înfățișată în nordul Dobrogei pe una dintre hărțile lui Petrus Roselli din secolul al XV-lea, într-un ghid de pilotaj maritim costier.

Localizarea Vicinei este încă neidentificată. Mai multe locații au fost sugerate de către istorici și arheologi ca fiind ale orașului, al cărui nume este de origine romană, dar deocamdată nu există date care să certifice veridicitatea vreuneia dintre ele. Cu toate acestea există un consens, în sensul că orașul s-a aflat pe Dunăre, aproape de delta acesteia. Printre localizările presupuse (multe dintre ele aflate în nordul Dobrogei) s-au numărat: vechiul Măcin, Isaccea, Niculițel, Capidava, Cernavodă, Somova, Mahmudia, Ismail, Nufăru, arealul Hârșova-Topalu, dar și unele situate în apropierea Silistrei, cum ar fi Păcuiul lui Soare (așadar în regiunea dintre Deltă și Silistra), sau în estuarul râului Kamcia din Bulgaria.
Cele mai probabile localizări rămân – din punct de vedere arheologic aceea de la Păcuiul lui Soare (dat fiind că începând de aici și până la gurile Dunării nu se cunoaște vreo altă așezare insulară care să conțină vestigii arheologice corespunzătoare în timp Vicinei), iar din punct de vedere istoric aceea din zona Isaccea, (fie lângă Noviodunum, fie pe o insulă situată mai departe spre vest, în apropierea vărsării Prutului).

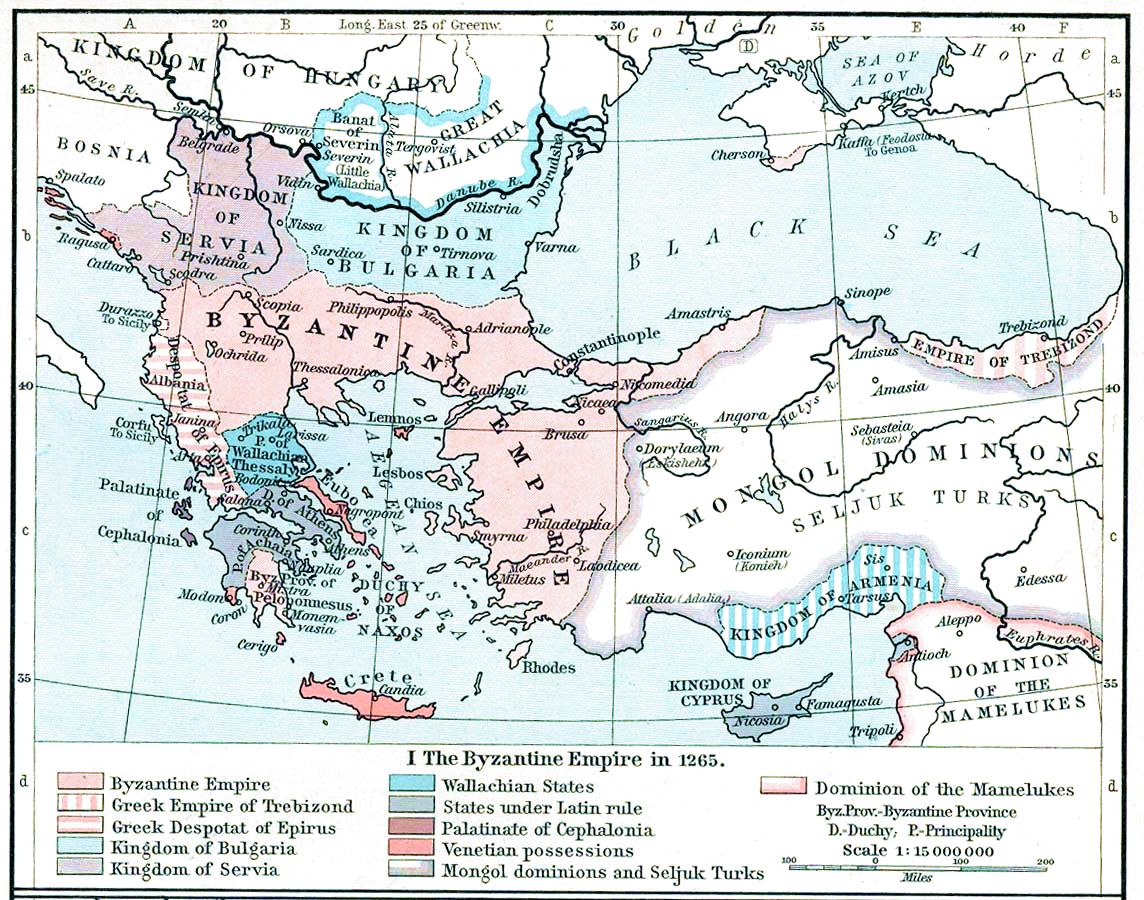
Imperiul Bizantin restaurat în 1265, la scurt timp după Tratatul de la Nymphaeum din 1261 și dispariția Imperiului Latin.

## Istoria timpurie
Vicina – colonie genoveză sub stăpânire bizantină, a fost una dintre cele mai vechi așezări de tip urban cunoscute pe teritoriul românesc extracarpatic, la începuturile Evului Mediu. Numele său derivă dintr-un cuvânt de origină romanică ce semnifică „vecinătate”, ceea ce sugerează că orașul s-a dezvoltat în proximitatea imediată a altuia mai vechi.
Prima mențiune scrisă despre Vicina este consemnată în Alexiada Anei Comnena, unde orașul este menționat ca fiind în stăpânirea conducătorilor pecenegi Sestav și Saccea, către sfârșitul secolului al XI-lea.. Prima mențiune cartografică i-ar aparține unui geograf arab – Idrisi și ar fi fost consemnată într-un portulan din anul 1154. Atestarea cartografică în cauză este controversată.
În preajma invaziei tătare din secolul al XIII-lea și mai ales după aceasta nordul Dobrogei a evoluat semnificativ, având ca centru Vicina.
Un acord încheiat în perioada 1261-1263 între Mihail al VIII-lea Paleologul, Hoarda de Aur și Sultanatul mameluc din Egipt, a permis statului bizantin recuperarea câtorva orașe importante de pe litoralul vestic al Mării Negre de la bulgari. Mai târziu, ca efect (cel mai probabil) al alianței din 1273 cu Nogai-Han (care avea o influență dominantă în Hoarda de Aur), hegemonia bizantină a fost restaurată asupra „insulelor paristriene” (considerate cu argumente credibile ca fiind cele aflate în regiunea de la gurile Dunării), într-un context în care acțiunile ostile ale bulgarilor împotriva Bizanțului au fost astfel paralizate.
În acest cadru, superioritatea obținută în Marea Neagră de genovezi asupra venețienilor după Tratatul de la Nymphaeum din 1261, primii contribuind la restaurarea Imperiului Bizantin și la recucerirea Constantinopolului, a permis ca aceștia să se instaleze la Caffa, Cetatea Albă, Chilia și Vicina. Prima consemnare a unor negustori occidentali apare astfel la Vicina în anul 1281.
Odată cu revenirea Imperiului Bizantin cu hotarul la Dunăre, orașul a avut funcții administrative și militare în cadrul organizării imperiale. Structura urbană s-a format sub ocrotirea unei instituții superioare bisericești, reprezentată în faza inițială de o episcopie.

## Perioada de înflorire

Steagul Vicinei, astfel cum a fost înfățișat în „Libro del conosçimiento de todos los rregnos et tierras e señoríos que son por el mundo et de las señales et armas que han” – manual castilian de geografie și heraldică din secolul al XIV-lea.

În secolul al XII-lea, deja despre marea bogăție a Vicinei (post avansat al imperiului bizantin pe cursul inferior al Dunării și important antrepozit genovez) precum și despre comerțul său înfloritor există o relatare de origină arabă. Succesiv scăderii treptate în cursul acestui secol a importanței Dristrei (Silistra de astăzi), al cărui loc în ceea ce privește evenimentele politice și istoria bisericească a fost luat de Târnovo după 1185, a adus după sine în secolul următor mutarea centrului de greutate al activității economice a Dobrogei spre nord.
Orașul, aflat pe o insulă, a avut o economie în care negoțul maritim a fost un factor determinant. Poziționarea sa într-un loc în care se întâlneau căi comerciale principale maritime (ale Mării Negre) și fluviale cu unele de uscat a oferit un acces facil, care a permis trecerea de la transportul continental la cel maritim și invers.
Fortificațiile nucleului urban – unde s-au aflat principalele edificii ale negustorilor din Occident, Răzvan Theodorescu le presupune în baza unor analogii, ca fiind construite de genovezi la începutul secolului la XIV-lea. Tot aici s-a aflat o bază navală bizantină. Asupra orașului a existat o puternică amprentă a civilizației bizantine de tip provincial. Populația a fost eterogenă, predominant italiană, dar influența edilitară a fost bizantină, chiar și în contextul în care în prevederile consemnate în tratatele dintre genovezi și Țaratul Bulgar sau Bizanț, a fost consemnat dreptul italienilor de a înălța monumente ca „logge” sau lăcașuri de cult. În secolul al XIV-lea, călătorul arab Ibn Batutah a descris astfel orașul ca fiind „mic, dar frumos și foarte bine întărit”, spunând că „bisericile și casele sunt foarte frumoase” și că acolo se găsea în 1331 un palat (care aparținea probabil împăratului bizantin).
Particularitățile sale economice au fost acelea ale unei emporii, procentual negustorii reprezentând majoritatea absolută a populației. În 1281 negustorii genovezi erau masiv prezenți la Vicina. Administrația – exercitată de un consul, după modelul celei din orașele italiene, era genoveză. Un mare număr de corăbii venețiene ancorau însă aici anual alături de cele genoveze, astfel că dimensiunea tranzacțiilor portuare ajunsese egală cu cea a tuturor porturilor Crimeii luate la un loc. Circulația monetară era asigurată de monede bizantine (hyperperi). Asemeni Perei, Caffei sau Trebizondei, Vicina avea propria variantă de hyperper și propriile sale unități de măsură.
Orașul a ajuns să deservească atât teritoriile Moldovei și Munteniei înainte de întemeierea statelor românești, cât și Cnezatul Haliciului sau Imperiul Mongol. Mongolii s-a folosit de acesta pentru desfacerea produselor lor (cereale, ceară, piei tăbăcite, pește - cu proveniență din ținuturile dunărene sau din stepele nord-pontice), produse care erau schimbate pe altele manufacturate aduse din orașele - mai ales italiene, ale Mediteranei (postavuri, țesături sau mirodenii, uleiuri sau chiar aur). Printre produsele solicitate de comercianții genovezi s-au aflat mierea, ceara și în special grâul. Într-o fază târzie, portul a deservit și nevoi ale negustorilor sași din Transilvania.
Comunitatea genovezilor a fost una închisă, deosebită de cea a autohtonilor prin particularitatea activităților economice, care au fost legate preponderent de comerț, activități bancare și navigație. Populația a fost astfel grupată în doua categorii de cetățeni: orășenii (burgenses) și locuitori (habitatores), cu statute sociale și drepturi politice distincte.
A fost consemnată alături de existența negustorilor genovezi și venețieni și cea a celor din Raguza. Printre străini s-au aflat și originari din Ancona sau Mantua. Este de menționat că pe fondul cuceririi Armeniei de către mongoli în 1243, Vicina a fost unul dintre porturile pe unde acești alogeni – negustori prin vocație, odată emigrați în bazinul Mării Negre au penetrat în interiorul spațiului viitoarelor state românești. De asemenea feudali bulgari și tătari cu influență, sunt menționați de izvoare la sfârșitul secolului al XIII-a și la începutul celui următor.

## Declinul
Încă posesiune bizantină la cumpăna dintre secolele XIII și XIV, orașul a intrat într-un declin lent ulterior. În ultimii ani de domniei ai hanului Özbek (1313-1341) precum și în prima parte a domniei succesorului său Geanibek (1342- 1357, în perioada căruia s-a dezlănțuit un adevărat pogrom împotriva creștinilor), relațiile dintre Bizanț și Hoarda de Aur au devenit tensionate, culminând cu invazia declanșată de mongoli în interiorul Peninsulei Balcanice în 1342. Decăderea localității ar fi fost astfel determinată inițial de frecventele incursiuni ale tătarilor din nordul Mării Negre și ulterior de către ocuparea orașului de către aceștia în anii 1337-1338, precum și de ridicarea Chiliei. La scurtă vreme după ocuparea localității de către păgâni, populația creștină a devenit minoritară, fapt care a determinat mutarea ierarhiei mitropolitane la Curtea de Argeș cu acordul Patriarhiei de la Constantinopol. Acesta a fost un semnal evident al decăderii orașului.
O altă teorie care aparține lui Șerban Papacostea atribuie un rol preponderent în declinul localității nu cuceririi mongole (care nu ar fi avut un impact negativ semnificativ), ci războiului dintre genovezi și bizantini din 1351-1352, încheiat cu înfrângerea ultimilor. Odată încheiată prezența Imperiului la gurile Dunării, orașul a fost afectat invariabil de luptele purtate între mongoli, bulgari și conducătorii locali din Dobrogea, iar la final de intervenția turcilor și a lui Mircea cel Bătrân. Teoria care are la bază contextul mai larg al crizei politice de la mijlocul secolului al XIV-lea, a fost dezvoltată de către Denis Căprăroiu. Acesta a luat în considerare controlul nemijlocit pe care Hoarda îl exercitase timp de un secol asupra teritoriilor Dunării de Jos cu consecințe benefice, asupra schimburilor comerciale din zonă. Conform opiniei acestuia, printre factorii determinanți ai decadenței s-ar fi aflat și refluxul treptat al autorității mongole din spațiul extracarpatic – sub presiunea ofensivei creștine coordonate de Ludovic cel Mare.

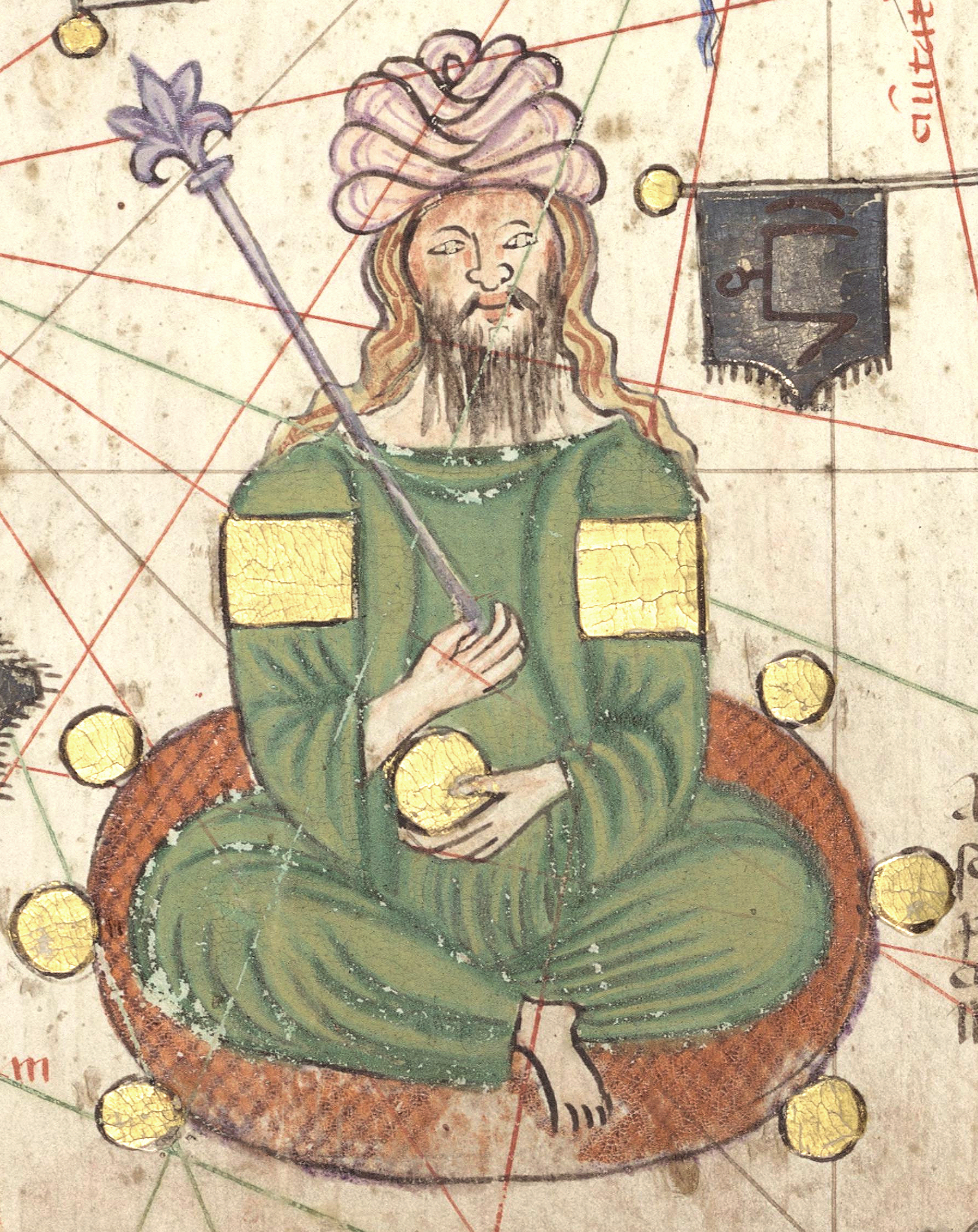
Gianibek Han

Totuși, politica anticreștină a hanului Geanibek precum și anarhia din Imperiul mongol, au avut pe termen mai lung drept consecință regresul comerțului din Marea Neagră și reorientarea rutelor comerciale, reorientare în urma căreia Vicina – aflată într-o poziție lăturalnică – nu a mai servit drept principală piață de desfacere. În compensație, Brăila aflată în stăpânirea Țării Românești s-a bucurat de necesara stabilitate politică propice dezvoltării economice, iar decăderea Vicinei a favorizat astfel dezvoltarea Brăilei. În plus, războiul genovezo-bizantin din 1351-1352, a dat o lovitura comerțului local și a favorizat ascensiunea Chiliei. Potențialul economic semnificativ al noii rute, care unea Brașovul de Chilia a servit legării Mării Negre de Europa Centrală prin Regatul Maghiar. Acest potențial asociat integrării într-un alt circuit de comerț internațional a rutei Brașov – Brăila, a constituit o realitate economică în care Vicina s-a aflat într-o poziție dezavantajoasă în raport cu noile rute comerciale care s-au format.
Privilegii comerciale au fost acordate genovezilor din Vicina în 1349 de Ludovic I al Ungariei și mai târziu în 1387
de fiul lui Dobrotici, dar acestea au venit prea târziu. Din cauza contextului complex al crizei politice de la mijlocul veacului al XIV-lea, după ce a ajuns în stăpânirea lui Dobrotici, la cumpăna dintre secolele al XIV-lea și al XV-lea Vicina a devenit absentă din mențiunile documentare. Tranziția dintre secole s-a finalizat în Dobrogea într-un moment în care aici a ajuns să se stabilească definitiv dominația Imperiului Otoman, dar ca un reflex postum al trecutului, în hărțile portuare din secolul al XV-lea, numele Vicinei a persistat. În combinație cu unele referințe ambigue, aceasta a sprijinit ideea unei palide continuări a existenței orașului după anul 1400. Astfel, ultimele mențiuni despre Vicina datează din prima jumătate a secolului al XV-lea, după care orașul și-a încetat practic existența.

## Rolul de centru ecleziastic
Dobrogea s-a dovedit a fi primul dintre actualele teritorii românești, care a cunoscut o viață ecleziastică cu o ierarhie locală cristalizată și aflată în contact cu Imperiul Bizantin, surclasând din punct de vedere material și spiritual restul celorlalte regiuni românești. În secolele al XII-lea și al XIV-lea, circulația reprezentanților bisericilor catolică și ortodoxă s-a desfășurat aproape numai la cele două capete ale Dunării românești. Aceasta s-a făcut atât prin catolicii prezenți la un moment dat, într-o fâșie arcuită continuă aflată la sud de Carpații Meridionali ce s-a întins de la Severin spre sudul Moldovei și mai departe până la Vicina și Cetatea Albă (oameni ai bisericii sprijiniți de către Regatul Maghiar și aflați pe urmele negustorilor genovezi, cavalerilor teutoni și poate a celor ioaniți), cât și prin clerul ortodox dintre munți și Dunăre sau din Dobrogea, aflat în legătură cu patriarhiile de la Târnovo, Constantinopol sau Niceea.
Alături de Vidin, Dristra și Târnovo, în perioada secolelor XII-XIV Vicina a fost unul dintre centrele bisericești mai însemnate din acest areal al Dunării inferioare și una dintre metropolele de unde a debutat contra-propaganda ortodoxă.
Crearea mitropoliilor Țării Românești și Moldovei în secolul în care au apărut principatele medievale românești, a avut o legătură nemijlocită cu regiunea estică a Dunării de Jos, de unde au pornit spre Curtea de Argeș și spre Suceava de la Vicina și respectiv de la Moncastro (Cetatea Albă) ierarhi greci sau autohtoni, relicve și foarte probabil clerici din ținuturile dobrogene.

### Cultul ortodox

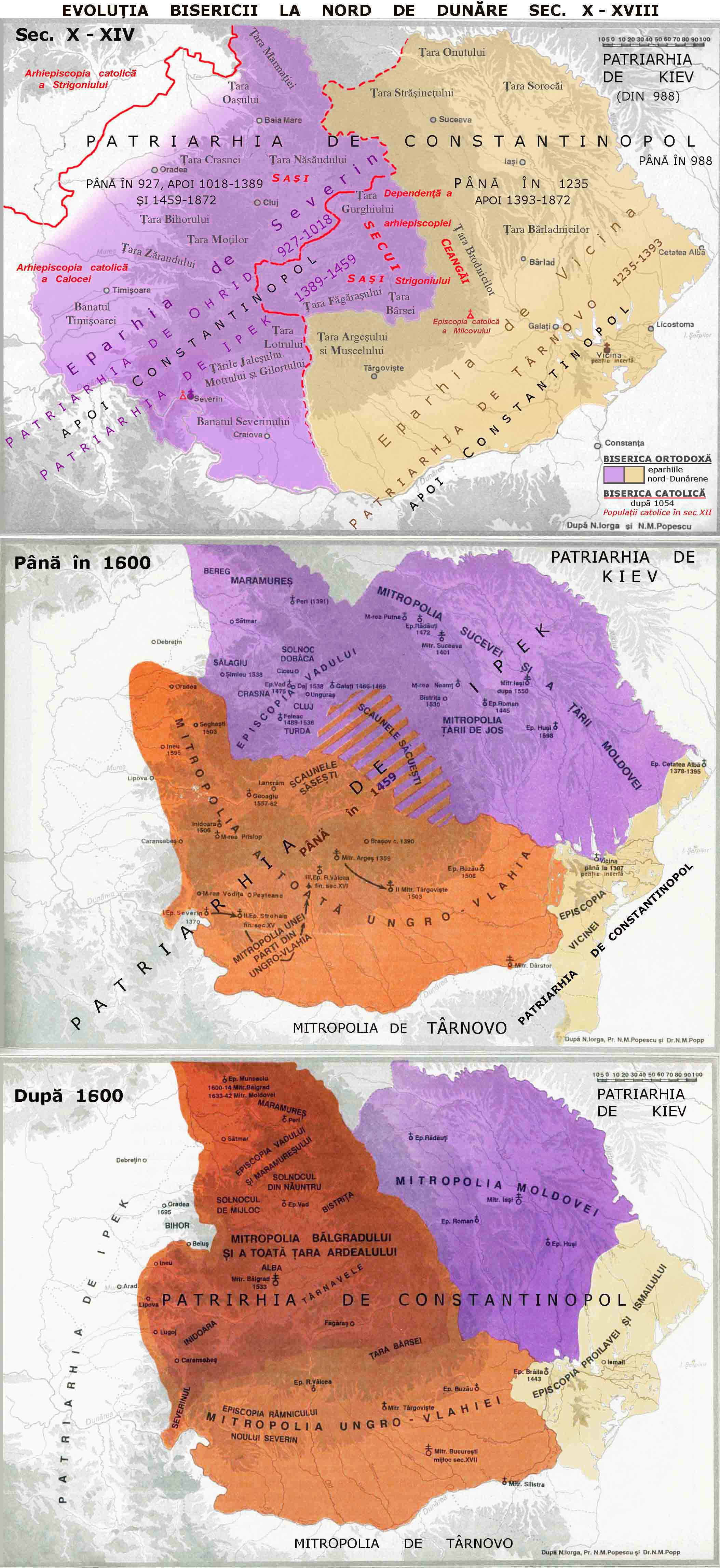
Teritoriul controlat de instituția ecleziastică de la Vicina, indicat pe o serie de hărți ale evoluției administrativ-teritoriale a bisericii în teritoriul carpato-danubiano-pontic, de dinainte de înființarea Bisericii Ortodoxe Române. Localizarea indicată aici a Vicinei este cea de la Isaccea

#### Perioada timpurie
Secolul al XII-lea nu oferă din punct de vedere al istoriei ecleziastice a Dobrogei date suficiente, viața religioasă putând continua probabil sub autoritatea mitropoliei de la Dristra, aflată sub oblăduirea patriarhiei constantinopolitane. Odată însă cu intrarea Dobrogei și a unor ținuturi de pe malul stâng al Dunării sub autoritatea Țaratului Vlaho-Bulgar în prima jumătate a secolului următor și cu refluxul puterii bizantine de după dezastrul din 1204, noi condiții ecleziastice par să fi apărut, fără a exista însă date certe privind raporturile cu Arhiepiscopia de Tărnovo (devenită în 1235 patriarhie).
Influența Vicinei a început să se întindă asupra populației de la curbura Carpaților încă dintr-o perioadă anterioară anului 1204.

#### Perioada de înflorire
Ulterior însă încă din secolul al XIII-lea, scaunul mitropolitan s-a mutat de la Dristra și orașul a ajuns până la urmă să servească drept reședință de mitropolie a Bisericii Ortodoxe, subordonată Patriarhiei de la Constantinopol. După unii autori (e. g. Vitalien Laurent), înființarea inițială pe plan local a unei episcopii și poate chiar ridicarea ei la rangul de mitropolie, ce avea să reunească teritoriul păstorit de arhiepiscopiile de Tomis și de Dinogeția-Garvăn împreună cu celelalte 16 episcopii sufragane, au avut loc în baza unui acord negociat în perioada premergătoare restaurării din secolul al XIII-lea a autorității Imperiului. În contextul căderii Constantinopolului sub dominația cruciată, după 1204 în Dobrogea s-a constatat un aflux semnificativ de populație bizantină, astfel că orașul Vicina a putut prelua conducerea religioasă a întregului ținut. Notabilitățile grecești din Dobrogea, au obținut astfel crearea unei arhidieceze dependente de patriarhia constantinopolitană, în acel moment refugiată la Niceea, până în 1249-1250.
Influența episcopiei Vicinei asupra zonei de la Curbura Carpaților, după cum confirmă o scrisoare a papei Grigore al IX-lea către principele Bela din 14 noiembrie 1234, a fost mult mai persuasivă și mai eficientă decât cea catolică a Episcopiei Cumaniei, prin intermediul unor
„pseudoepiscopi”. Aceștia au fost posibili horepiscopi misionari itineranți și fără sedii arhierești (ca și diaconii pe care aveau dreptul să-i ungă) și au desfășurat în zonă o activitate greu de supravegheat de către misionarii catolici. Marea invazie Mongolă de la 1241 a distrus prelungirea autorității papalo-maghiare reprezentată de Episcopia de Milcov, astfel că în vidul de autoritate lăsat de episcopatul cuman, autoritatea ortodoxă a Vicinei s-a putut probabil extinde și mai temeinic, sprijinită sau tolerată fiind, de tătari.
Conform aceluiași Vitalien Laurent, ridicarea la rangul de mitropolie s-a produs cel mai probabil în perioada 1250-1261, momentul cel mai prielnic fiind 1259-1260. Noua mitropolie a fost creată atât în contextul conștientizării potențialului comercial al orașului, potențial care s-a manifestat prin susținerea financiară a noului scaun, cât și mai ales ca răspuns la misiunea catolică din afara arcului carpatic. Aceasta s-a petrecut într-un moment în care Biserica Catolică era din nou în ofensivă pe mai multe fronturi misionare, atât în zona Carpaților sau sud-vestul Rusiei cât și la Dunărea de Jos și în Peninsula Balcanică, iar Patriarhia Ecumenică de la Niceea era interesată de contra-propaganda confesională într-un teritoriu tot mai frecventat de negustorii și prelații catolici.
Atribuțiile noului scaun s-au întins în zona curburii Carpaților, cel puțin în partea de sud a Moldovei și în estul Munteniei, precum și în Basarabia istorică. Primul ierarh atestat documentar în scaunul mitropolitan a fost Teodor, care a ocupat scaunul în 1283 în timpul domniei împăratului Andronic al II-lea Paleologul (1282-1328). După Teodor a urmat Luca, iar între anii 1337 - 1347 Macarie și apoi Chiril, ultimul fiind Iachint. Ierarhii numiți au fost de origine greacă.
La un moment dat (prin 1300- 1302), centrul ecleziastic de aici a beneficiat de un venit considerabil, iar titularul instituției a avut o autoritate mare și suficient de bine susținută de Bizanț. În acest context în care la cumpăna dintre secolele, scaunul mitropolitan al Vicinei ajunsese să aibă la hotarele nordice ale Imperiului Bizantin un important rol atât ecleziastic cât și politic, câteva mii de alani creștinați care au dorit să intre în Imperiu după moartea hanului Nogai, au cerut mijlocirea arhiereului de la Vicina pentru a obține de la împăratul Andronic dreptul de a coborî spre sud.

#### Declinul
Deși în primele două decenii al secolului al XIII-lea importanța mitropoliei s-a menținut, pe la 1324 situația era deja schimbată, scaunul fiind scutit de dări către Patriarhie datorită situației precare. În jurul anului 1338 asupra diecezei de la Vicina plana deja un pericolul destul de serios în contextul incursiunilor tătare. Astfel, titularul Macarie din acea vreme a scaunului mitropolitan, era doritor de plecare într-o epocă în care Patriarhia constantinopolitană se lupta pentru a-i fixa în scaunele lor pe ierarhii subordonați. Ca urmare, Macarie a promis până la urmă că nu-și va părăsi postul. Până spre mijlocul secolului al XIII-le importanța culturală a mitropoliei a scăzut tot mai mult, într-un ținut supus ofensivei mongole și cu un număr de credincioși ortodocși aflați în scădere.
În deceniul al patrulea, scaunul mitropolitan a ajuns disprețuit și coborât în rang, supus fiind „barbarilor” și păstorind puțini creștini. Mitropolia a ființat aici până în preajma anului 1359, moment în care ultimul mitropolit – Iachint de Vicina s-a mutat, chemat fiind de către voievodul Nicolae Alexandru la Curtea de Argeș. Astfel, el a devenit primul mitropolit al Ungro-Vlahiei. Cel mai probabil, odată cu plecarea mitropolitului la Curtea de Argeș, au plecat și călugării din anturajul său.
Deși funcția ecleziastică a fost strâns legată de procesul de urbanogeneză, ea nu a avut un rol determinant, însă dispariția acestei funcții a fost – într-un final, unul dintre factorii importanți pentru dispariția orașului (relația a fost însă biunivocă).

### Alte culte
În Vicina au activat și reprezentanții altor confesiuni. Alături de negustorii și corăbierii italieni, la sfârșitul secolului al XIII-a și la începutul celui următor au sosit aici clerici și călugări catolici, care și-au disputat cu cei ortodocși activitatea de prozelitism și cea misionară.
S-a consemnat astfel prezența misionarilor franciscani și a unei mănăstiri (reședință) a acestora, a cărei existență a continuat până spre sfârșitul secolului al XIV-lea. În acest secol, odată cu scăderea rolului economic și cultural al Vicinei – din care mitropolitul bizantin alături de tot mai mulți meșteșugari și negustori plecaseră, rolul bisericii catolice în părțile răsăritene ale Dunării de Jos s-a încheiat și clerul catolic din regiunile vest pontice s-a orientat către Polonia.